# اتحادیه بسکتبال دانمارک
اتحادیه بسکتبال دانمارک (دانمارکی: Danmarks Basketball Forbund) نهاد اداره کننده ورزش بسکتبال در کشور دانمارک است. این فدراسیون که در سال ۱۹۴۷ تاسیس شده مقر آن در شهر پرونپی‌وستر قرار دارد.